# Shut It Down
Singles de Pitbull featuring Akon
Hotel Room Service Pearly Gates
Shut It Down est le quatrième extrait de l'album Rebelution du rappeur cubain Pitbull.
Cette chanson n'a pas eu beaucoup de succès dans le monde, ne dépassant jamais la 20e place.
À noter, la présence d'Akon pour le refrain.

## Classement
| Classement (2009)                       | Meilleure position |
| --------------------------------------- | ------------------ |
| Nouvelle-Zélande (RMNZ)                 | 25                 |
| Classement (2010)                       | Meilleure position |
| Allemagne (Media Control AG)            | 30                 |
| Australie (ARIA)                        | 18                 |
| Autriche (Ö3 Austria Top 40)            | 35                 |
| Belgique (Flandre Ultratop 50 Singles)  | 19                 |
| Belgique (Wallonie Ultratop 50 Singles) | 23                 |
| Canada (Hot 100)                        | 23                 |
| Finlande (Suomen virallinen lista)      | 10                 |
| France (SNEP Téléchargement)            | 50                 |
| Irlande (IRMA)                          | 30                 |
| Pologne (Dance Top 50)                  | 25                 |
| Suède (Sverigetopplistan)               | 34                 |
| Suisse (Schweizer Hitparade)            | 41                 |
| Royaume-Uni (UK Singles Chart)          | 33                 |
| Royaume-Uni (UK R&B Chart)              | 13                 |
| États-Unis (Hot 100)                    | 42                 |
| États-Unis (Pop Airplay)                | 29                 |
| États-Unis (Latin Pop Airplay)          | 23                 |
| États-Unis (Rap Songs)                  | 17                 |
| États-Unis (Hot Latin Songs)            | 44                 |

### Classement de fin d'année
| Classement (2010)           | Position |
| --------------------------- | -------- |
| Australie Classement single | 99       |